# Gigante (mitología azteca)

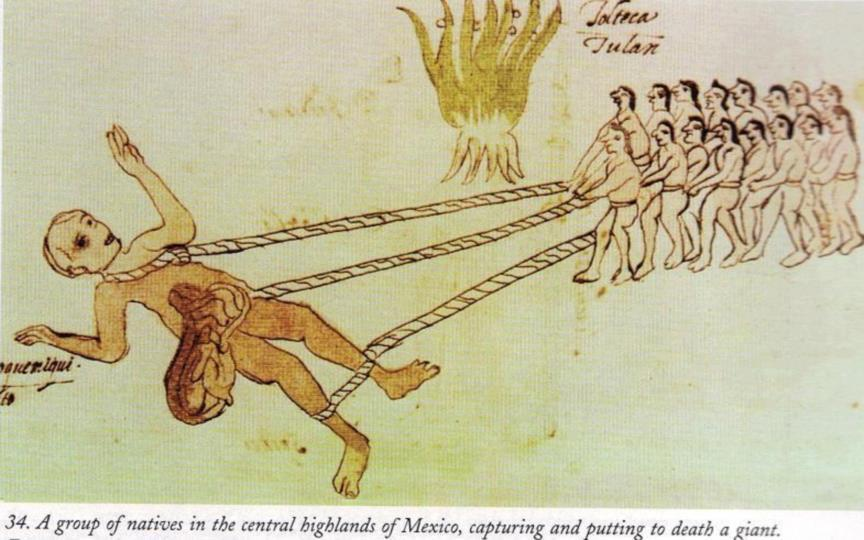
Criaturas legendarias aztecas, gigantes (mitología)

En la Mitología Azteca, los Gigantes son personajes caracterizados por una estatura y fuerza excepcionales. Entre ellos se encuentran diversos gigantes primordiales y aquellos nacidos de leyendas y mitos posteriores, como por ejemplo los cientos de hijos de los dioses Tlalcihuatl y Tlaltecuhtli.

## Generaciones
Primera generación: Estos antiguos gigantes, llamados Quinamiltli, eran los hijos de la diosa Tlalcihuatl nacidos previamente a la creación de la Tierra. Los grandes dioses creadores Tezcatlipoca y Quetzalcóatl pensaron que la Tierra debería estar habitada por seres vivos, y para lograrlo se convirtieron en dos grandes serpientes para sostener a la criatura marina llamada Cipactli y formar la Tierra con su cuerpo. Estos gigantes comieron bellotas de roble verde y octli (vino), pero muchos de ellos murieron de hambre al final del primer sol Tlaltonatiuh.  y unos cuantos más fueron devorados por los monstruosos jaguares de cientos de cabezas que emergieron de las profundidades del mar al final del primer sol.
Segunda generación: Estos gigantes se llamaron Hueytlacome y existían en el momento del segundo sol Ehecatonatiuh, pero la escasez de alimentos causó una guerra de supervivencia y los primeros mortales llamados Xóchitl y Coxcox murieron en el transcurso de la guerra entre los gigantes. Los dioses decidieron destruir la Tierra y los pocos hombres que consiguieron sobrevivir al final de la contienda que duró varios milenios se transformaron en monos (ozomatli)
Tercera generación: Estos gigantes fueron llamados Tzocuiliceque y existían en el momento del tercer sol Tletonatiuh, pero en cambio Sahagún los ubica en el primer sol, y a una raza llamada Quinametzin como aquella que pobló al mundo en el tercer sol. Entonces al final de esta era, la diosa Chantico derramo una lluvia de fuego sobre la tierra por órdenes del dios Tlaloc. Por su parte los hombres suplicaron misericordia, pero solamente Tezcatlipoca se atrevió a ayudarles transformándolos en aves. Esto claro por sentir una gran culpa, debido a que peco con la diosa Xochiquétzal que en ese momento era esposa del dios Tláloc
Cuarta generación: Después de la última destrucción de la Tierra de Atonatiuh el planeta fue solo desolación: la mayoría de los hombres estaban muertos y los cielos cayeron sobre la Tierra. Sin embargo, los dioses trajeron 4 gigantes llamados Huehueytin para elevar los cielos. Estos gigantes se llamaban Cuauhtémoc, Izcoalt, Izcaqlli y Tenexuche. Los grandes dioses creadores Tezcatlipoca y Quetzalcoatl se convirtieron en grandes árboles para ayudar a los gigantes. El árbol de Tezcatlipoca se llamaba Tezcuahutl y el árbol de Quetzalcóatl, Quetzalhuexotl. Los pocos hombres sobrevivientes fueron convertidos en Peces.

### Otros gigantes
Existieron además de los anteriores una serie de gigantes registrados en diversas fuentes y tradiciones posteriores.
1. Tenoch
2. Mixtecatl
3. Oxkokoltzec
4. Ulmecatl
5. Xicallancatl
6. Otómitl
7. Xelhua
8. Aculli
9. Atlanteotl
10. Sangangüey
11. Yohualtepoztli
12. Acatzin
13. Vixtoli
14. Tlacahueyac